# Ulla Tørnæs

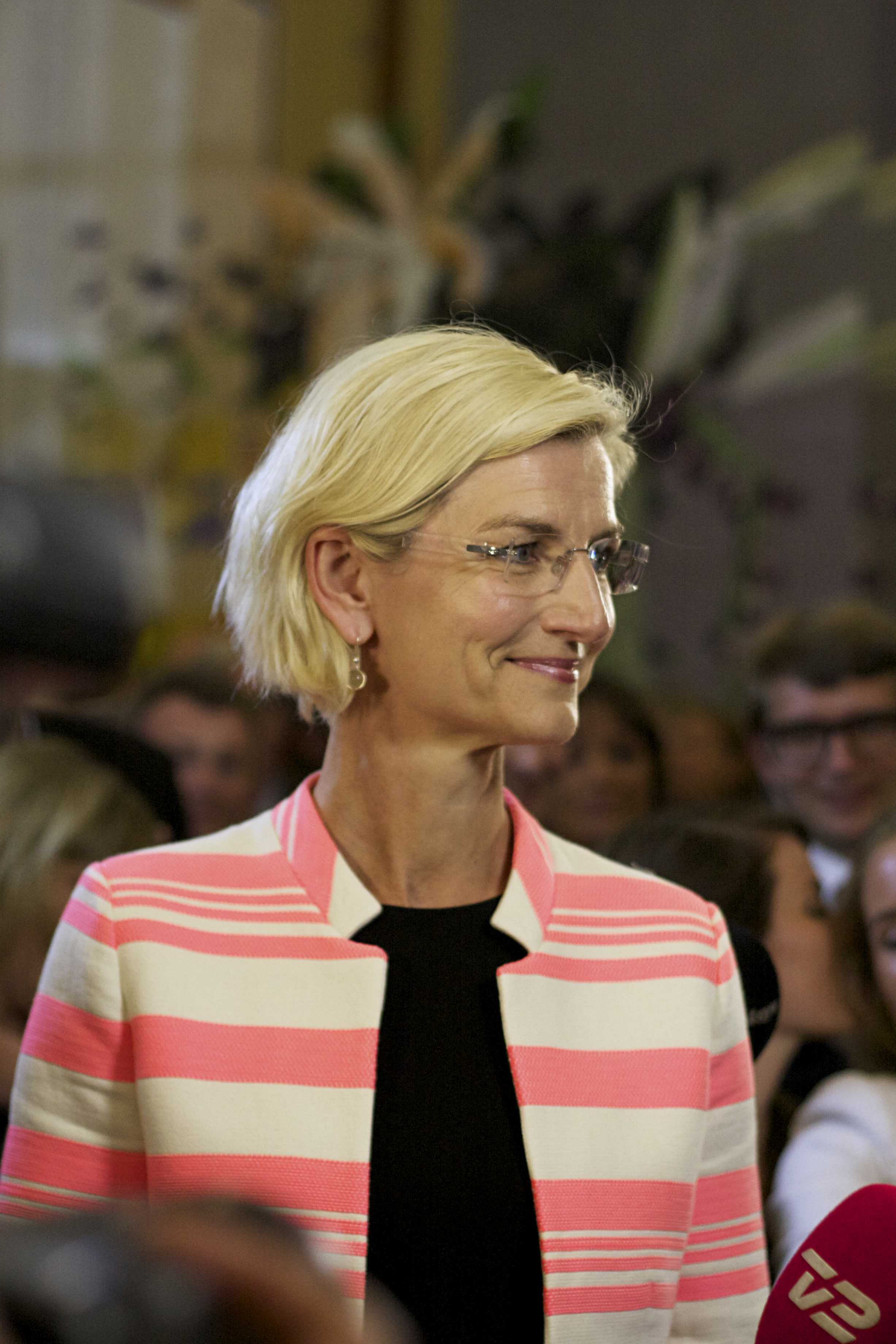
Ulla Tørnæs

Ulla Pedersen Tørnæs (Esbjerg, 4 de setembro de 1962) é uma política dinamarquesa e ex-ministra da Cooperação para o Desenvolvimento, cargo que ocupou de fevereiro de 2005 a fevereiro de 2010. É filha de Laurits Tørnæs, ministro da Agricultura no período de setembro de 1987 a janeiro de 1993.
É membro partido Ventre (Partido Liberal da Dinamarca) e integrou o parlamento dinamarquês (Folketing) de 1994 a 2014.
Em 25 de fevereiro de 2005, o nome de Tørnæs apareceu na mídia quando se descobriu que seu marido, Jørgen Tørnæs, havia contratado irregularmente uma empregada letã em uma de suas granjas de criação de porcos, sem que ela possuísse uma licença de residência ou emprego. Sua demissão como ministra não foi solicitada, pois não foi possível demostrar que ela estivesse inteirada do fato.
Atualmente, Ulla Tørnæs é ministra da Ciência, Tecnologia, Inovação e Educação Superior do segundo gabinete de Lars Løkke Rasmussen.